# Raffaele Fulgosio
Raffaele Fulgosio (* 1367 in Piacenza; † 12. September 1427 in Padua) war ein italienischer Jurist und Gelehrter.

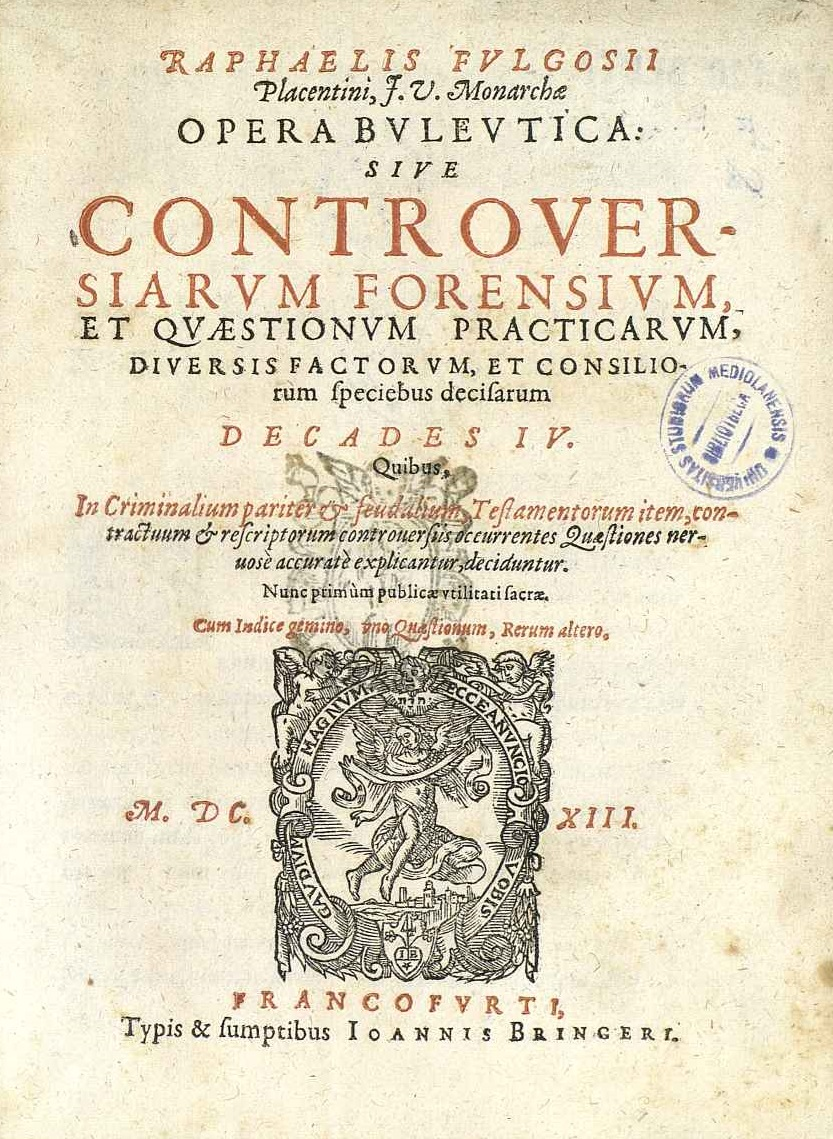
Opera buleutica, 1613

## Leben und Wirken

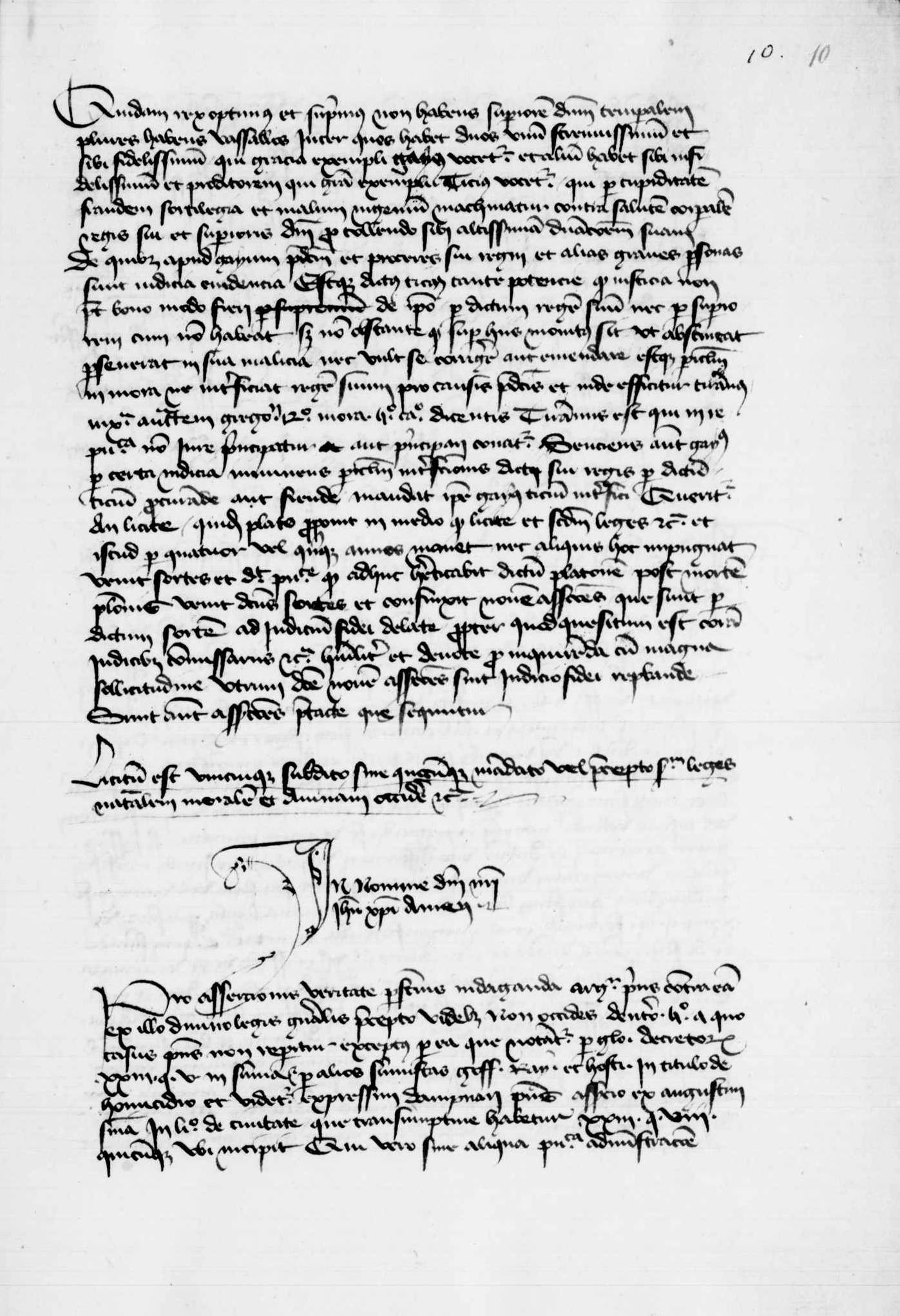
Consilium in causa novem assertionum Iohannis Parvi, manuskript, 15. Jahrhundert (Paris, Bibliothèque Nationale de France, Fonds latin, Lat. 1485 pars I)

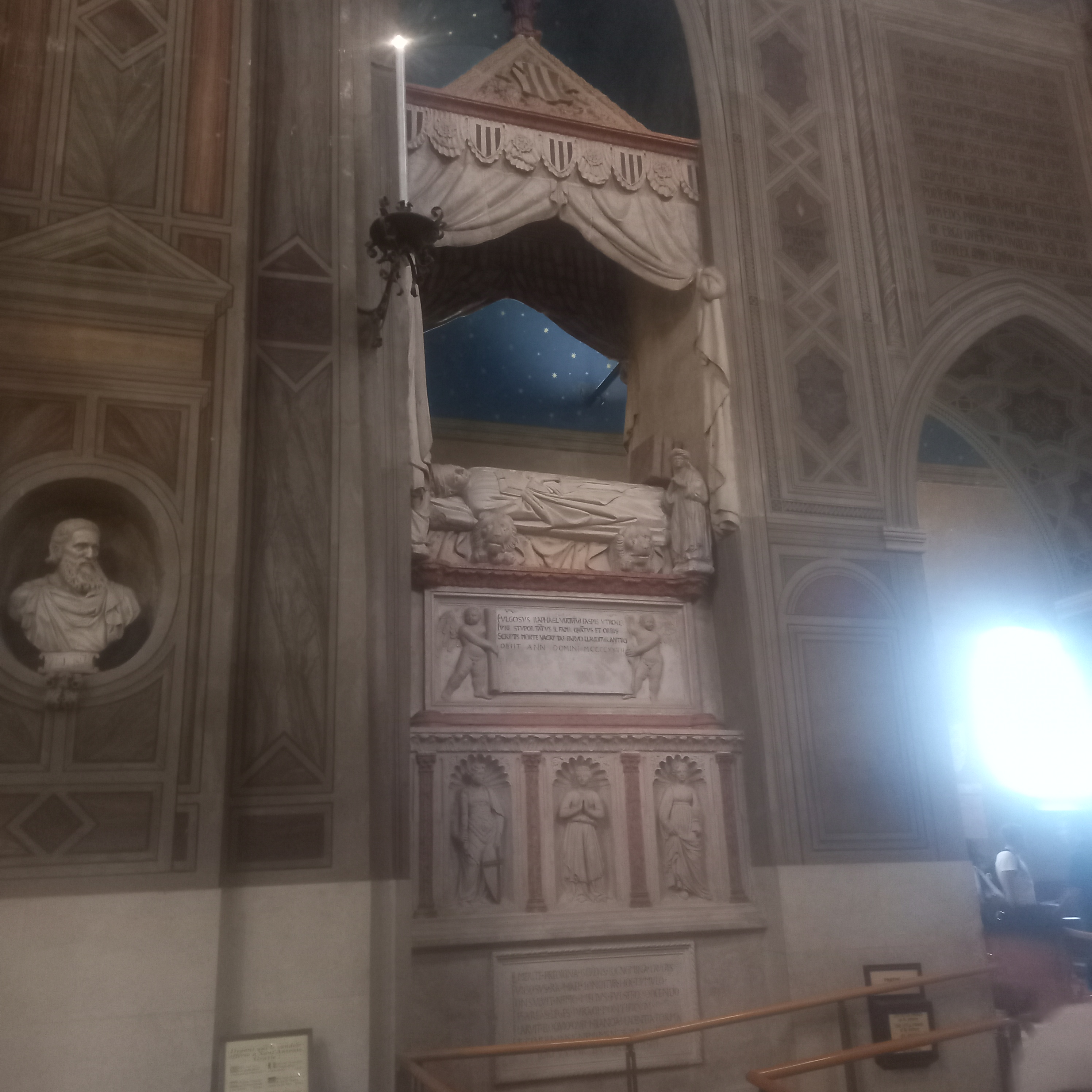
Das Grab von Raffaele Fulgosio in der Basilika des Heiligen Antonius (Padua)

Sein genauer Geburtsort und der Ort seines Studiums sind bis heute ungeklärt. Mit hoher Wahrscheinlichkeit war er an der Universität Padua als Student eingeschrieben, an der er seinen Abschluss im Zivil- und Kirchenrecht erhielt.
Nach seinem Abschluss zog es ihn für mindestens zehn Jahre nach Pavia, blieb jedoch immer in Kontakt mit seiner Heimatstadt, in die er Anfang des 15. Jahrhunderts als Lektor des Digesto und Codice zurückkehrte. Er unternahm zahlreiche Reisen, zunächst nach Siena und Padua, wo er seine akademische Karriere begann und als einer der größten Kenner seines Faches galt.
Zwischen 1414 und 1415 war er Präsident des Konzils von Konstanz, um mit anderen Kollegen aus Padua als juristische Berater zu fungieren. Darüber hinaus war er an der Verteidigung des Gegenpapstes Johannes XXIII beteiligt, welcher der Simonie angeklagt war.
Eine seine fundamentalen Theorien, war die Möglichkeit der Anwendung des Gewohnheitsrechts, vorausgesetzt, dass es klar und deutlich begründet wurde, auch wenn es dem Gemeinen Recht widerspricht.
Seine professionelle Karriere war eng mit der seines Freundes und Mitbürgers Raffaele Raimondi verbunden. Er wurde gemeinsam mit Raimondi des Plagiats angeklagt. Ihnen wurde vorgeworfen sich die Gedanken und Werke ihres Meisters Cristoforo Castiglione angeeignet zu haben.
1420 gelang es ihm vor Pest zu fliehen und er verließ Padua. Sieben Jahre später erkrankte er dennoch und starb. Er wurde in der Basilika des Heiligen Antonius in Padua begraben.

## Werke
- (LA) Opera buleutica, Frankfurt am Main, Johann Bringer, 1613.
- Super secunda parte Digesti veteris.
- In Iustiniani Codicem commentarii, vol. 1.
- In Iustiniani Codicem commentarii, vol. 2.
- In Iustiniani Codicem commentarii, vol. 3.
- In primam Pandectarum partem commentarii, vol. 1.
- In primam Pandectarum partem commentarii, vol. 2.

### Manuskripte
- Consilium in causa novem assertionum Iohannis Parvi, XV secolo, Paris, Bibliothèque Nationale de France, Fonds latin, Lat. 1485 pars I,  ff. 10–23.